# فرودگاه خصوصی ماکسول
فرودگاه خصوصی ماکسول (به انگلیسی: Maxwell Private Airport) یک فرودگاه خصوصی است که یک باند فرود شن دارد و طول باند آن ۶۷۰ متر است. این فرودگاه در شهر لا گرانده، اورگن کشور ایالات متحده آمریکا قرار دارد و در ارتفاع ۸۲۶ متری از سطح دریا واقع شده‌است.